# 4200 Shizukagozen
4200 Shizukagozen је астероид главног астероидног појаса чија средња удаљеност од Сунца износи 2,728 астрономских јединица (АЈ).
Апсолутна магнитуда астероида је 13,5.